# Charlotte Rathnov
Charlotte Rathnov (* 16. April 1975 in Kopenhagen) ist eine dänische Schauspielerin.

## Leben
Charlotte Rathnov wuchs in Kopenhagen auf, wo sie bis heute lebt. Sie ist die Tochter des Schauspielers Willy Rathnov und der Stewardess Bente Flaskjær (1942–1980).
Nach ihrem Schulabschluss absolvierte sie in den 1990er-Jahren ihre Schauspielausbildung an der Staatlichen Theaterhochschule in Kopenhagen. Sie wirkte seither in mehreren Filmen und Fernsehserien mit. Sie ist vereinzelt auch als Bühnendarstellerin an verschiedenen Theaterhäusern in ganz Dänemark tätig.
Rathnov war von 2002 bis 2016 mit dem Schauspieler Jesper Lohmann (* 1960) verheiratet. Aus der Ehe ging ein Sohn (* 2006) hervor.

## Filmografie (Auswahl)
- 2007: Kaffepausen
- 2007: Kommissarin Lund – Das Verbrechen (Fernsehserie, 1 Folge)
- 2008: Tage des Zorns
- 2011: Lykke (Fernsehserie, 1 Folge)